# Eugène Forjonel
Eugène Forjonel (Francia, 1813-Puerto España, Trinidad y Tobago, 1884) artista decorador y pintor francés con estadía en Venezuela a mediados del siglo XIX.

## Vida y obra
Su carrera artística se inicia en su país natal con la decoración de los salones en París, combinando pintura al óleo y el género moderno. Llega a Venezuela procedente de Burdeos en 1843, anunciando sus servicios en El Liberal de Caracas como decorador y pintor de flores siguiendo la última moda parisina. También se ofrecía como profesor de dibujo, de paisajes a la aguada, al óleo, a la sepia y al pastel, además de cursos completos de litografía.
Formó parte del grupo de docentes del Colegio Chaves en Caracas. En esta ciudad contrae matrimonio con Ernestina Martiarena. En fecha no precisada se radica en Cumaná en donde estará hasta 1873, año en el cual viaja a la isla de Trinidad. Tras enviudar contrae segundas nupcias con Victorine de La Motte de Villegene. En 1881 Forjonel fue acusado de contrabando, cargo del cual fue absuelto.
Muchas de sus obras artísticas desaparecieron en el terremoto de Cumaná de 1928.

## Legado

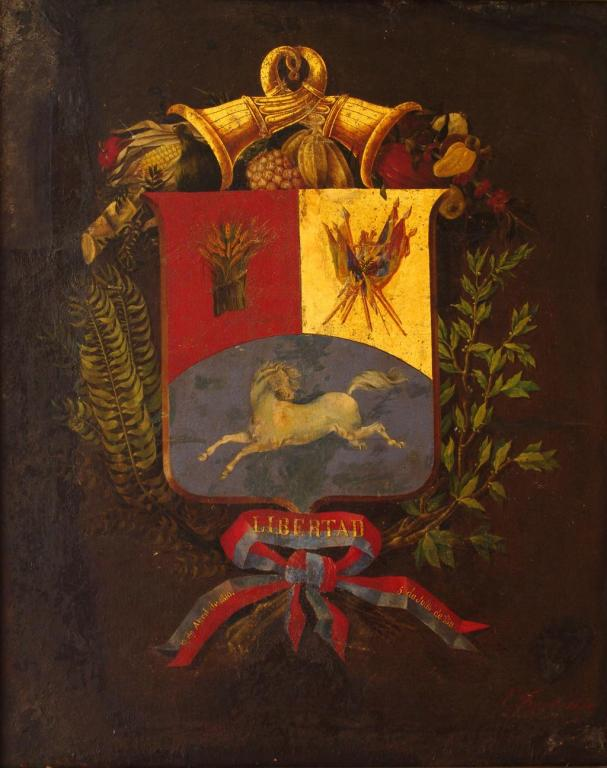
Eugenè Forjonel, Escudo de Venezuela, 1850. Óleo sobre tela, 108 x 87.5 cm, Museo Bolivariano, Caracas

Según José Antonio Calcaño, Forjonel fue uno de los primeros artistas en incluir flores y frutos nacionales en sus obras. También realizó una variante del Escudo de Venezuela (firmado y fechado en 1867, actualmente en la colección Museo Casa del Congreso de Angostura, Ciudad Bolívar), en el que sustituyó las frutas de la cornucopia clásica por frutas tropicales. Otra versión firmada y fechada en 1850 se conserva en el Museo Bolivariano de Caracas, en la cual se identifica una mazorca de maíz y una piña, entre otros frutos locales.

## Colecciones públicas
- Museo Bolivariano, Caracas
- Museo Casa del Congreso de Angostura, Ciudad Bolívar